# Финч, Дэвид
Дэвид Финч (англ. David Finch) — канадский художник комиксов, известный по своей работе для Top Cow Productions' Cyberforce, а также по большому количеству работ для Marvel Comics и DC Comics, таких как New Avengers, Moon Knight, Ultimatum и Brightest Day.
Он также нарисовал обложку альбома для группы Disturbed и принимал участие в создании концептов для фильма «Хранители».

## Карьера
Дэвид Финч начал свою карьеру с продолжительного участия в серии Cyberforce издательства Top Cow Productions' после того, как оригинальный автор серии и основатель студии Марк Сильвестри завершил своё участие в данном проекте.
Финч продолжил свою работу участием в серии Ascension с Мэттом «Бэттом» Бэннингом. После этого он работал над первыми тремя выпусками Aphrodite IX с Дэвидом Воном.
В 2003 году Финч вернулся к комиксам и в течение года работал над сюжетом для серии Ultimate X-Men со сценаристом Брайаном Майкл Бендис. После этого дуэт перешёл на серию Avengers, чтобы уничтожить величайшую команду супергероев и перезапустить её в виде The New Avengers, собрав здесь немного других героев.
Финч также работал над обновлённым Лунным Рыцарем вместе с писателем Чарли Хадсоном. После этой серии Дэвид иллюстрировал выпуск про Человека-паука для серии Fallen Son: The Death of Captain America. Затем он работал над кроссовером «Ultimatum» для линейки Ultimate Marvel. Параллельно с основными своими работами Дэвид рисовал многочисленные обложки к сериям, например, для World War Hulk, X-Men #200 и кроссовера X-Men: Messiah Complex , а также для минисерии X-Infernus.
Помимо рисования комиксов Дэвид разработал обложку последнего альбома группы Disturbed, Indestructible, а также поучаствовал в создании концептов для кино-адаптации комикса Алана Мура «Хранители».
В 2009 году Финч был награждён премией Joe Shuster Award в номинации «Выдающийся художник».
В январе 2010 года было объявлено, что Финч покидает Marvel и становится эксклюзивным художником DC Comics. В июле 2010 года DC сообщает, что Финч будет художником и сценаристом новой постоянной серии под названием Batman: The Dark Knight, первый сюжет которой повествует об огромном количестве мистических преступлений.

### DC
- Batman #700; (один из художников, обложка): (2010)
- Batman: The Return #1 (2010)
- Batman: The Dark Knight, vol. 1, #1-5 (2010—2011)
- Batman: The Dark Knight, vol. 2, #1- (2011)
- Superman: War of the Supermen #0 (один из художников) (2010)
- Superman/Batman #75 (2010)

### Image
- Aphrodite IX: #0-2; (вместе с Клэренсом Лэнсенгом): #3 (2000—2001)
- Ascension : #1-11 (1997—1999)
- Codename: Strikeforce #7 (1994)
- Cyberforce #16, 24-29, 31, Annual #1 (1994—1997)
- Darkness (ассистент художника): #20-21; (художник): #39 (1999—2001)
- Ripclaw (Wizard special edition) #1/2 (1995)
- Tales of the Witchblade (Вместе с Билли Таном) #2 (1997)

### Marvel
- Avengers #500-503 (2004)
- Call of Duty: The Brotherhood #1-6 (2002)
- Daredevil, vol. 2, #65 (2004)
- Fallen Son: The Death of Captain America: Spider-Man (2007)
- Legion of Monsters: Morbius (Dracula/Lilith) #14 (2007)
- Moon Knight, vol. 2, #1-8 (2006—2007)
- New Avengers #1-6, 11-13 (2005)
- Spider-Man Unlimited, vol. 2, #14 (2006)
- Ultimate X-Men #27-28, 30, 34-45 (2003—2004)
- Ultimatum, miniseries, #1-5 (2008—2009)
- Uncanny X-Men («Call of Duty») #406 (2002)
- Wolverine, vol. 2, (Alpha Flight) #173, («Call of Duty») #176 (2002)
- Wolverine #900 (2010)
- X-Men: Second Coming #1 (2010)
- X-Men Unlimited #35, 40 (2002—2003)

### Кроссоверы
- Star Trek/X-Men (Marvel/Paramount, 1996)
- Darkness/Batman (Image/DC, 1997)
- Witchblade/Elektra (Image/Marvel, 1997)
- Disturbed/The Guy (альбом)